# El Pozo del Tío Raimundo
El Pozo del Tío Raimundo és un barri del districte de Puente de Vallecas (Madrid), situat entre el barri de Palomeras i la línia del ferrocarril a Barcelona d'una banda i d'Entrevías-San Diego per l'altre.
El Pozo era un barri de barraques sense cap mena de servei. No obstant això, els habitants que eren en la seva majoria paletes van començar a crear connexions sense autoritzacions als serveis d'"aigües negres".
A partir de 1955, es produeix un punt d'inflexió en aquest barri, ja que es produeix l'arribada d'uns jesuïtes (el màxim exponent de les quals va ser el pare Llanos), que van començar a aglutinar als habitants per a la creació de dispensari, cooperativa, fundacions i escoles.
En aquest barri hi ha l'estació "El Pozo", que pertany a les línies C-2, C-7 i C-8 de Rodalies Madrid. La seva obertura és posterior a la creació de les línies de rodalia del Corredor del Henares, igual que la Santa Eugenia, ja que es va construir en créixer i desenvolupar-se el barri. L'11 de març de 2004 al matí, van explotar dues bombes al tren 21435 quan circulava per aquesta estació, en l'Atemptat de Madrid de l'11 de març de 2004.

## Cinema
Sobre el barri hi ha un documental estrenat per Juan Vicente Córdoba el 2008 titulat Flores de luna.